# Royal Plaza
Centrum Biznesowe „Royal Plaza” (biał. Бізнэс-цэнтр «Royal Plaza», Biznes-centr „Royal Plaza”, ros. Бизнес-центр «Royal Plaza», Biznies-centr „Royal Plaza”) – budowany wieżowiec biurowy w centrum Mińska; drugi co do wysokości budynek Białorusi.

## Charakterystyka
„Royal Plaza” ma formę wieży o złożonej bryle, ze szklaną elewacją, zwieńczonej iglicą. Docelowo będzie mieć wysokość całkowitą 130 m, do dachu 116 m. Liczy 33 kondygnacje naziemne, z których pierwsza to ogólnodostępny hall, dwie kolejne pełnić będą funkcję handlowe, kondygnacje 4–13, 15–27, 29 i 30 przeznaczone będą na biura po powierzchni 85–250 m², a 28. – na restaurację. Budynek posiada także jedną kondygnację podziemną, brak w nim jednak podziemnego parkingu. Wyposażony będzie w dziewięć wind, w tym jedną panoramiczną i dwie towarowe.

## Konstrukcja
Budynek posadowiony jest na wierconych palach fundamentowych o średnicy 0,6 m i długości 14 m oraz na półtorametrowej monolitycznej płycie żelbetowej. Korpus wieży został wzniesiony jako konstrukcja żelbetowa monolityczna bez murowanych ścian działowych. Elewacja wykonana zostanie w technologii ściany kurtynowej.